# Blue Lives Matter

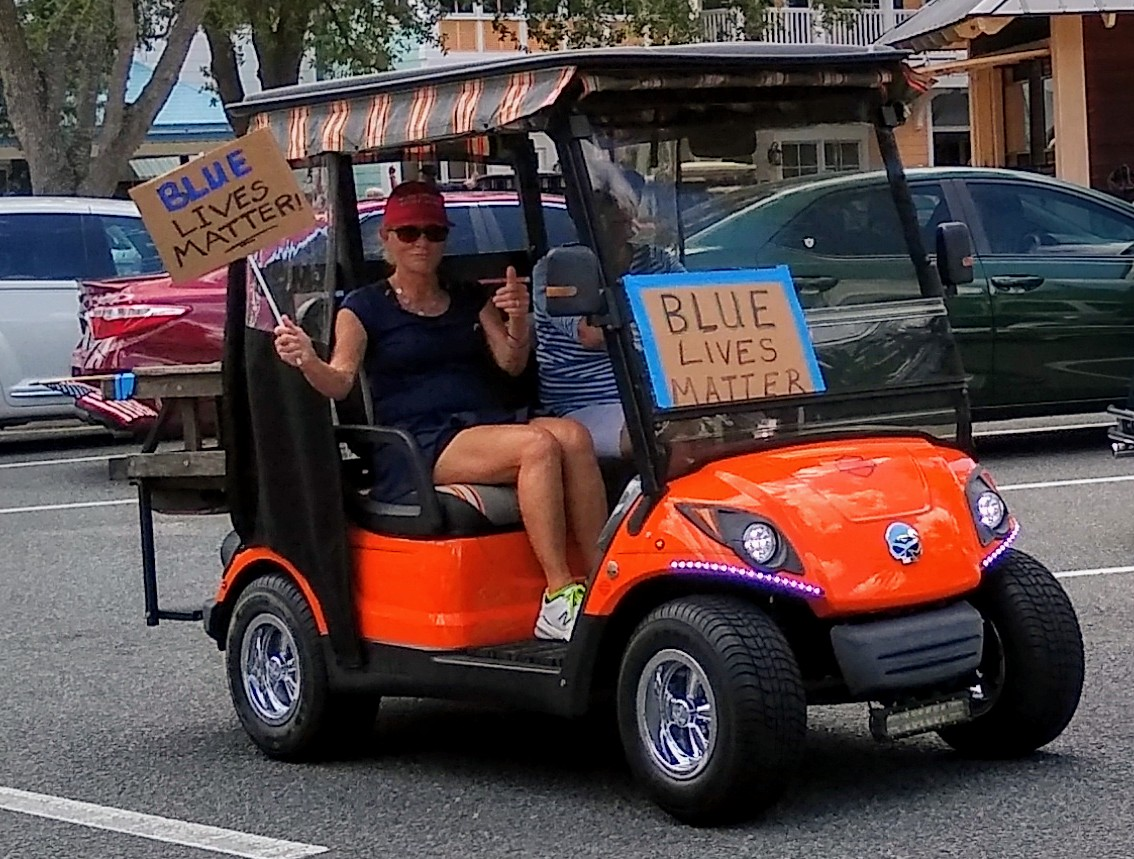
Person bei einer Blue-Lives-Matter-Demonstration, 2020

Blue Lives Matter (deutsch Blaue Leben zählen) ist eine US-amerikanische Bewegung, die sich unter anderem für eine stärkere Bestrafung für Gewalt gegen Polizisten einsetzt. Sie entstand als eine Gegenbewegung zu Black Lives Matter (deutsch: Schwarze Leben zählen).

## Name
Der Name der Bewegung ist eine Anspielung auf die Black-Lives-Matter-Bewegung, die sich gegen die Gewalt gegen Schwarze bzw. People of Color einsetzt. Die Farbe Blau wurde aufgrund der blauen Uniformen der US-amerikanischen Polizei gewählt. Randy Sutton, Sprecher der Blue-Lives-Matter-Bewegung, erklärte im Jahr 2016, dass die Namenswahl nicht nur als Anspielung, sondern auch als bewusster Angriff auf die Black-Lives-Matter-Bewegung zu verstehen sei.

## Geschichte
Die Bewegung formierte sich im Dezember 2014 als Gegenbewegung zur Black Lives Matter und in Reaktion auf die Ermordung zweier Polizisten in New York City. Initiatoren waren aktive und bereits pensionierte Polizisten, die als Ziel angaben, den angeblichen Lügen der Black-Lives-Matter-Bewegung entgegentreten zu wollen. Als Sprecher der Bewegung fungierte Randy Sutton, ein pensionierter Polizist, der unter anderem in Las Vegas arbeitete. Nach dem Attentat auf Polizisten in Dallas am 7. Juli 2016, bei dem fünf Polizisten getötet und sieben weitere Polizisten verletzt wurden, erhielt die Bewegung weiteren Aufschwung und es kam landesweit zu Solidarisierungsbekundungen. Bis 2017 wurden in 14 US-Bundesstaaten mindestens 32 Gesetzesvorhaben eingebracht, die „Attacken“ gegen Polizeibeamte als Hassverbrechen bestrafen sollten. Die Bewegung wird insbesondere durch Polizeigewerkschaften unterstützt. Im Frühjahr 2020 zeigte eine Untersuchung des Online-Magazins Snopes, dass eine Vielzahl von Social-Media-Profilen, die mit Blue-Lives-Matter-Inhalten mehrere Millionen Menschen erreichten, von einem kosovarischen Netzwerk betrieben werden.
Im Juli 2020 kam es bei den Protesten infolge des Todesfalles von George Floyd zu Zusammenstößen zwischen Anhängern von Blue Lives Matter und Black Lives Matter, wobei sich einige Vertreter von Blue Lives Matter nicht als Gegner der Black-Lives-Matter-Bewegung sehen. Als Entgegnung zur Forderung, der Polizei die finanziellen Mittel zu entziehen, wurde zudem die Bewegung Back the Blue (deutsch Unterstützt die Blauen) gestartet. Beim Sturm auf das Kapitol in Washington 2021 nahmen Unterstützer von Blue Lives Matter, darunter Polizisten außer Dienst teil. Die Unterstützung von Blue Lives hatte in der Präsidentschaftskandidatur Donald Trumps eine wichtige Rolle gespielt. Rechtsextreme Gruppen wie die Proud Boys verwenden den Slogan Blue Lives Matter ebenfalls.

## Ideologie
Die Bewegung setzt sich im eigenen Verständnis für Polizisten und die Polizei und gegen aus ihrer Sicht ungerechtfertigte Kritik am Vorgehen der Polizei ein, die insbesondere von der Bewegung Black Lives Matter vorgebracht wurde. Anhänger der Bewegung sehen sogar einen „Krieg gegen die Polizei“. Die nationale Bewegung gilt als konservativ, unterstützt Donald Trump und teilt eine skeptische Haltung gegenüber den sogenannten Mainstream-Medien. Diesen wird aus der Bewegung Voreingenommenheit gegen die Polizei vorgeworfen. Teilweise weicht die Haltung von Mitgliedern lokaler Blue-Lives-Matter-Gruppen von den Standpunkten der nationalen Bewegung ab. Es finden sich zwar Überschneidungen zur Ideologie der Alt-Right und zu ethnonationalistischen Einstellungen, aufgrund der Heterogenität innerhalb der Bewegung, der zudem klare Organisationsstrukturen fehlen, lassen sich Aussagen über die gesamte Bewegung aber nur schwer treffen.

## Kritik

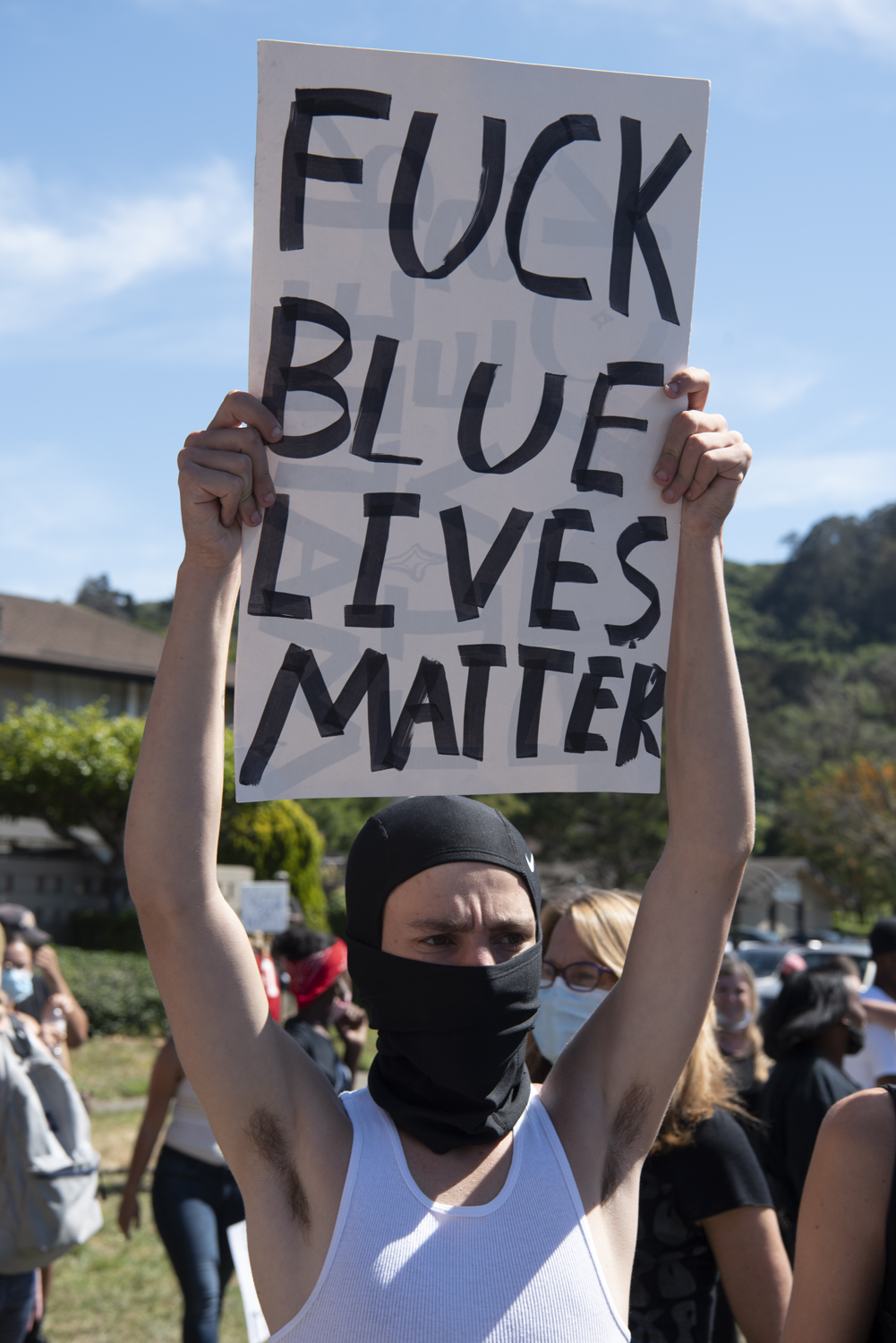
Protestschild gegen die Blue Lives Matter, 2020

Lisa Olson von der Southeastern Louisiana University bezeichnet die Blue-Lives-Matter-Bewegung als Backlash gegen Kritik an rassistischer Polizeiarbeit, der von bestehenden Missständen ablenken soll. Frank Cooper sieht die Bewegung als Ausdruck von „cop fragility“: Polizisten würden sich fälschlicherweise für objektiv halten, strukturelle Probleme individualisieren und somit einen unangemessenen Umgang mit berechtigter Kritik zeigen. Cooper betont, dass die Bewegung sich klar gegen schwarze Amerikaner richten würde. Thomas und Tufts kritisieren in einem Paper „die symbiotische Beziehung“, die Polizeigewerkschaften durch Blue-Lives-Matter-Kampagnen zu rechtspopulistischen, autoritären Politikern herstellen würden.  Nachdem beim Sturm auf das Kapitol in Washington 2021, in dessen Zuge auch ein Polizist ums Leben kam, Menschen in der Menge Flaggen mit der Thin Blue Line gezeigt hatten, kritisierte Nathalie Baptiste im Magazin Mother Jones die Bewegung:

“Blue Lives Matter has never actually been about supporting law enforcement. It’s been about trafficking in this implicitly racist message: What really matters is supporting police brutality against Black people and BLM protesters.”

„Bei Blue Lives Matter ging es niemals um Unterstützung für die Justiz. Es ging darum, diese implizit rassistische Botschaft zu verbreiten: Wirklich wichtig ist es, Polizeigewalt gegen Schwarze Menschen und Menschen, die mit BLM (Black Lives Matter) demonstrieren, zu unterstützen.“

### Name der Bewegung
Unter anderem die Namenswahl der Bewegung wurde von Aktivisten der Black-Lives-Matter-Bewegung kritisiert. Sie merkten an, dass die blaue Uniform im Gegensatz zur Hautfarbe ablegbar sei. Auch wird ähnlich wie bei White Lives Matter (deutsch Weiße Leben zählen) kritisiert, dass keine Notwendigkeit für die Bewegung bestünde, da Gewalt gegen die Polizei auch ohne die Bewegung medial große Aufmerksamkeit erfahren würde. Der damalige US-Präsident Barack Obama erklärte in einer Rede vom 7. Juli 2016, dass die Aussage, schwarze Leben zählen, nicht bedeute, dass blaue Leben nicht zählen. Weiter sagte er, dass jedoch die Daten zeigen, dass schwarze Menschen gefährdeter seien.

### Einstufung von Gewalt gegen Polizisten als Hasskriminalität
Eine zentrale Forderung der Blue Lives Matter stellt die Anpassung der Gesetzgebung dar, so dass Gewalt gegen Polizisten als Hasskriminalität eingestuft und entsprechend bestraft werden kann. Ein Gesetz, das die Gewalt gegen Angestellte der Polizei, Feuerwehr und des Rettungsdienstes als Hasskriminalität einstuft, wurde im Mai 2016 im Bundesstaat Louisiana verabschiedet. Es erhielt neben seinem offiziellen Namen „HB 953“ die inoffizielle Bezeichnung „Blue Lives Matter“. In weiteren Bundesstaaten wurden nach Vorbild dieses Gesetzes ähnliche Vorschläge gemacht. In vier Staaten waren entsprechende Gesetzesvorhaben erfolgreich (Stand 2022).
Die Bürgerrechtsbewegung American Civil Liberties Union (ACLU) kritisiert solche Gesetze und Gesetzesvorschläge, mit der Begründung, dass Polizeibeamte bereits durch Gesetze besonders geschützt seien und die neuen Gesetze als Antwort auf die Blue-Lives-Matter-Bewegung und nicht auf die Realität gegeben wurden. Weil Polizisten nicht die gleiche Diskriminierung wie andere von Hasskriminalität betroffene Gruppen erfahren und die entsprechenden Gesetze de facto den Schutz von Polizisten nicht verbesserten, sieht die Kriminologin Gail Mason sie vor allem als symbolische Akte an. Die Gesetze würden tatsächlich die Spannung zwischen Polizisten und Schwarzen Amerikanern verschärfen. Es ließen sich auch empirisch keine Nachweise für eine gestiegene Gefährdung bei der polizeilichen Arbeit, wie sie von Blue-Lives-Matter-Aktivisten angeführt wird, finden. Untersuchungen zufolge ist diese Gefahr in den letzten Jahren deutlich gesunken.